# Marrocos nos Jogos Olímpicos de Verão de 2004
Marrocos competiu nos Jogos Olímpicos de Verão de 2004, em Atenas, na Grécia.